# Gaston Quiribet
Gaston Quiribet, nato Gaston Georges Quiribet (Parigi, 9 luglio 1888 – Clichy-la-Garenne, 1º gennaio 1972), è stato un regista, direttore della fotografia e sceneggiatore francese.
Venne chiamato anche 'Q'.

## Biografia
Lavorò nel Regno Unito per la casa di produzione Hepworth prima che la compagnia fallisse nel 1924. I suoi primi film da regista li girò affiancando Gerald Ames. Quando la casa britannica fondata da Cecil M. Hepworth, uno dei pionieri del cinema muto britannico, Quiribet girò ancora un solo film, prodotto questa volta dalla Phillips, una piccola compagnia di distribuzione che, tra il 1924 e il 1925, produsse cinque pellicole.
Gaston Quiribet è sepolto a Rueil-Malmaison, nei pressi di Parigi.

## Filmografia
La filmografia - basata su IMDb - è completa.

### Regista
- Once Aboard the Lugger, co-regia Gerald Ames (1920)
- Great Snakes, co-regia Gerald Ames (1920)
- Mr. Justice Raffles, co-regia Gerald Ames (1921)
- If Matches Struck (1922)
- Do You Remember? (1922)
- One Too Exciting Night (1922)
- The Death Ray (1924)
- The Fugitive Futurist (1924)
- If a Picture Tells a Story (1924)
- Let's Paint (1924)
- Lizzie's Last Lap (1924)
- The China Peril (1924)
- The Coveted Coat (1924)
- The Night of the Knight (1924)
- Plots and Blots (1924)
- Which Switch?[3] (1924)
- Peeps Into Puzzleland (1924)
- Plots and Blots (1925)
- The Quaint Q's (1925)

### Sceneggiatore
- If Matches Struck, regia di Gaston Quiribet (1922)
- The Death Ray, regia di Gaston Quiribet (1924)
- The Fugitive Futurist, regia di Gaston Quiribet (1924)
- If a Picture Tells a Story, regia di Gaston Quiribet (1924)
- Let's Paint, regia di Gaston Quiribet (1924)
- Lizzie's Last Lap, regia di Gaston Quiribet (1924)
- The China Peril, regia di Gaston Quiribet (1924)
- The Coveted Coat, regia di Gaston Quiribet (1924)
- The Night of the Knight, regia di Gaston Quiribet (1924)
- Which Switch?, regia di Gaston Quiribet (1924)
- Peeps Into Puzzleland, regia di Gaston Quiribet (1924)
- Plots and Blots, regia di Gaston Quiribet (1925)
- The Quaint Q's, regia di Gaston Quiribet (1925)

### Direttore della fotografia
- Do You Remember?, regia di Gaston Quiribet (1922)
- One Too Exciting Night, regia di Gaston Quiribet (1922)